# Adolph Knigge
Freiherr Adolph Franz Friedrich Ludwig Knigge nascut el 16 d'octubre de 1752 i mort el 6 de maig de 1796. Era un escriptor alemany maçó i membre dels Il·luminats de Baviera.

## Biografia
Knigge va néixer a Bredenbeck (ara part de Wennigsen, Baixa Saxònia) en l'electorat de Hannover, com a membre de la petita noblesa. Va estudiar Dret a Göttingen, on va esdevenir membre del Cos de Hannover. Segons sembla, va ser iniciat com maçó en el ritu templer a la ciutat de Kassel, on va ocupar una posició com a Tribunal, Assessor de guerra i Ministre d'Hisenda. El 1777 va esdevenir Chamberlain a la Cort de Weimar.
Es va unir a un altre jove anomenat Adam Weishaupt per crear el ritu dels Illuminati. La influència de Knigge envers l'ordre va ser de gran importància, ja que les seves relacions personals van servir per a la propagació d'aquesta per molts països d'Europa. Però el 1783 van sorgir diferències entre Knigge i Weishaupt, que va donar lloc a la retirada definitiva del primer l'1 de juliol de 1784. Knigge ja no podia suportar Weishaupt i el seu pedant domini, que sovint adoptava formes ofensives. Va acusar Weishaupt de ser un "jesuïta disfressat".
Knigge, amb la participació dels Illuminati, advoca per la promoció dels drets humans a Alemanya.

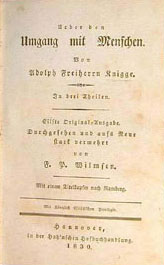
Obra de Knigge Über den Umgang mit Menschen (Les relacions humanes)

Després d'un període de greu malaltia va perdre el suport dels seus patrocinadors aristòcrates com a gran part de la seva fortuna. No va ser fins a l'any 1790 quan recupera els seus diners i s'instal a Bremen.
Tot i que en tot el món és recordat com un conspirador i durant un temps el millor amic i còmplice d'Adam Weishaupt, a Alemanya, Knigge és més recordat pel seu llibre Über den Umgang mit Menschen (Relacions Humanes), un tractat sobre els principis fonamentals de les relacions humanes que té la reputació de ser la guia autoritzada per a la conducta, cortesia i etiqueta. El treball és més un tractat sociològic i filosòfic sobre les bases de les relacions humanes que una-guia sobre l'etiqueta. El terme alemany "Knigge" ha vingut a significar "bones maneres".
El sobrenom de Knigge dins dels Illuminati era Philón, en honor d'un arquitecte atenenc del segle iv.
Knigge va intentar ingressar a l'ordre rosa creu, però les portes d'aquesta se li van negar, convertint-lo en un enemic acèrrim d'aquesta societat.
Una vegada ingressat a la maçoneria, va notar que aquesta era escenari de molts conflictes interns, motiu pel qual es va disposar a realitzar una reforma maçònica el projecte no va ser aprovat per les lògies alemanyes. Poc temps després va crear juntament amb Weishaupt el ritu Illuminati, en el qual veia al seu projecte de reforma plasmat. Weishaupt confessar que durant la creació del ritu juntament amb Knigge, no podia més que riure davant la manera com planejava l'estratègia de comportar adeptes per l'ordre 
L'autor Le Forestier assegura que Knigge va dir "El respecte que l'ordre manifestava al cristianisme en alguns dels seus graus era únicament un engany per aclarir les sospites de qui encara tenia fe i conduir-lo amb més suavitat a abandonar-la".